# Cerkiew św. Michała Archanioła w Leszczawie Górnej
Cerkiew św. Michała Archanioła w Leszczawie Górnej – nieistniejąca drewniana parafialna cerkiew greckokatolicka w Leszczawie Górnej, w gminie Bircza, w powiecie przemyskim.
Cerkiew zbudowano w 1794, z fundacji rodziny Humnickich, równocześnie z cerkwią w Leszczawie Dolnej. Był to budynek o bryle dwudzielnej, kryty blaszanym dachem jednokalenicowym. Wejście do cerkwi prowadziło przez połączoną z budynkiem szkieletową wieżę nakrytą dachem brogowym.
Do parafii w Leszczawie Górnej należały filialne cerkwie w Leszczawie Dolnej, Kuźminie i Leszczawce.
Cerkiew zawaliła się na przełomie lat 70. i 80. XX wieku. Na cerkwisku znajduje się zaniedbany cmentarz.